# خشونت‌های ۲۰۱۲ آسام
خشونت‌های ۲۰۱۲ آسام رشته حملات خشونت‌باری در ایالت آسام هند است که از ۱۹ ژوئیه ۲۰۱۲ آغاز شد. خشونت قومی از درگیری میان قوم بومی بودو که هندو، باتوئیست و مسیحی هستند، و مهاجران مسلمانی که از بنگلادش آمده‌اند آغاز شد. تا ۲۸ ژوئیه ۵۸ نفر کشته و ۲۰۰ هزار نفر از حدود ۴۰۰ دهکده بی‌خانمان شدند. 
سروزیر آسام در ۲۷ ژوئیه دولت ملی را برای تاخیر در اعزام ارتش به مناطق شورش زده سرزنش کرد. 